# Gerard Braunthal

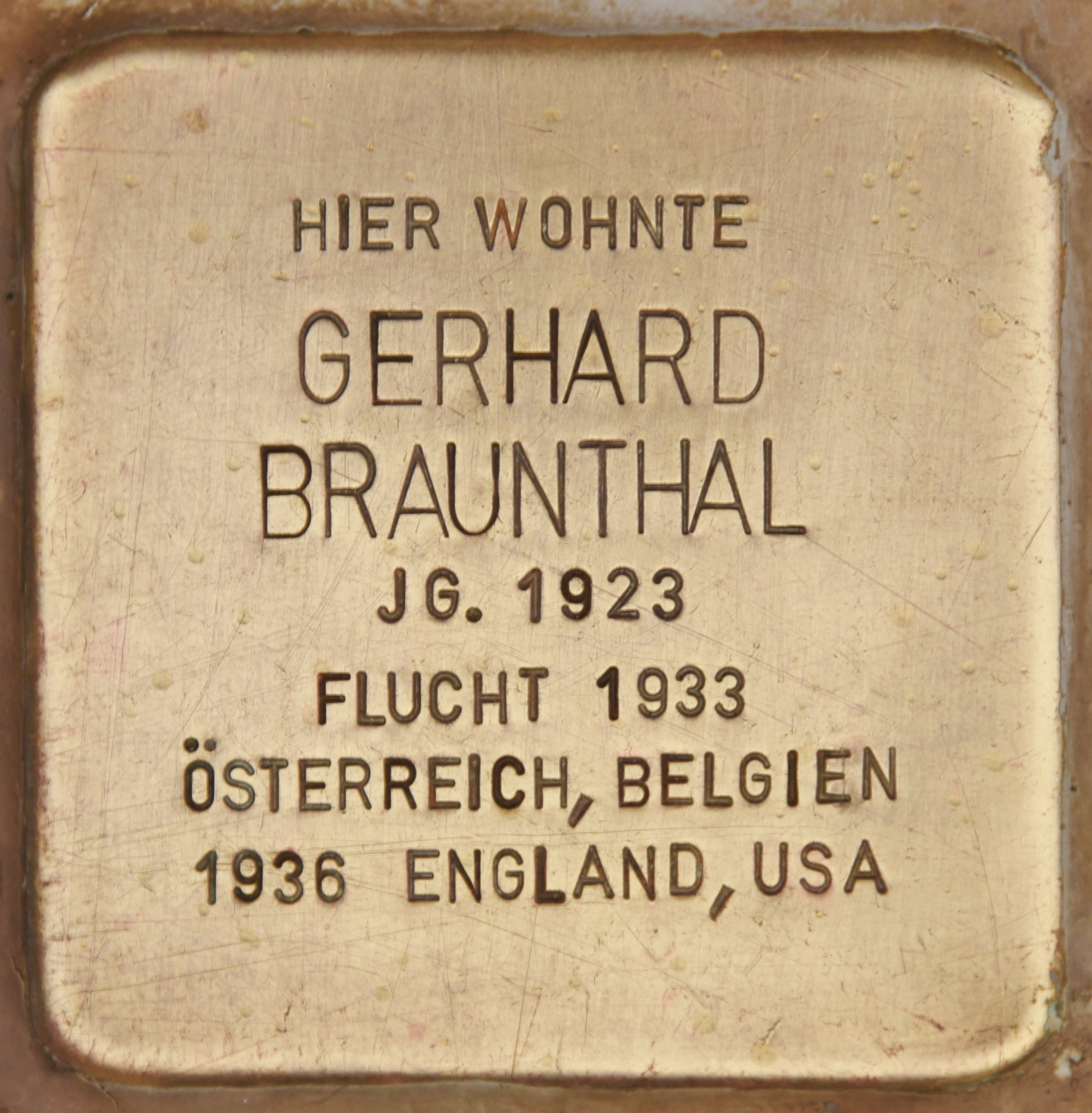
Stolperstein für Gerard Braunthal in Gera

Gerard (Gerhard) Braunthal (* 27. Dezember 1923 in Gera; † 26. Oktober 2014) war ein deutsch-amerikanischer Politikwissenschaftler und Hochschullehrer.

## Leben
Braunthal wurde als Sohn des Sozialwissenschaftlers Alfred Braunthal geboren. Seine Mutter starb früh, und seine Tante Hilde Braunthal wurde 1929 seine Stiefmutter. Die Familie floh zu Beginn der NS-Gewaltherrschaft vor der Judenverfolgung über Belgien in die USA. Im Zweiten Weltkrieg diente Braunthal im US-Nachrichtendienst. 1947 erwarb er einen Bachelorgrad am Queens College, City University of New York, 1948 einen Mastergrad an der University of Michigan. Dann arbeitete er als Interviewer für den Nachrichtendienst der US-Luftstreitkräfte und studierte zudem an der Columbia University. Nach der Promotion dort im Jahr 1953 folgte eine Anstellung als Forschungsassistent am National Bureau of Economic Research. Im Folgejahr wechselte er als Dozent an die University of Massachusetts in Amherst und wurde dort 1957 zum Professor und 1967 zum Lehrstuhlinhaber berufen, Gastprofessuren führten in u. a. zurück an die Columbia University (1968) und die Universität Freiburg (1970), 1988 emeritierte er.
Braunthal publizierte intensiv über die politische Landschaft Deutschlands und galt als SPD-Experte. Er engagierte sich selbst in der amerikanischen Friedens- und Anti-Atom-Bewegung.
Am 25. November 1998 erhielt er das  Große Bundesverdienstkreuz.

## Veröffentlichungen
- The Succession Crisis of 1959. In: James B. Christoph (Hrsg.): Cases in Comparative Politics. Little, Brown and Comp., Boston MA 1965, S. 209–240.
- The West German Legislative Process. A Case Study of Two Transportation Bills. Cornell University Press, Ithaca NY u. a. 1972, ISBN 0-8014-0695-1.
- Socialist Labor and Politics in Weimar Germany. The General Federation of German Trade Unions. Archon Books, Hamden CT 1978, ISBN 0-208-01740-2.
- The West German Social Democrats, 1969–1982. Profile of a Party in Power. Westview, Boulder CO u. a. 1983, ISBN 0-86531-958-8 (2. Auflage als: The German Social Democrats since 1969. A Party in Power and Opposition. ebenda 1994, ISBN 0-8133-1535-2).
- als Herausgeber mit Manfred J. Holler: Albert Lauterbach: The Odyssey of Rationality (= Studies of Action and Organization. Vol. 1). Accedo-Verlags-Gesellschaft, München 1989, ISBN 3-89265-005-5.
- Political Loyalty and Public Service in West Germany. The 1972 Decree against Radicals and Its Consequences. University of Massachusetts Press, Amherst MA 1990, ISBN 0-87023-707-1.
- Parties and Politics in Modern Germany. Westview, Boulder CO u. a. 1996, ISBN 0-8133-2382-7.
- Right-Wing Extremism in Contemporary Germany. Palgrave Macmillan, Basingstoke u. a. 2009, ISBN 978-0-230-23639-4.